# یان بینگتائو
یان بینگتائو (چامورو: 颜丙涛 انگلیسی: Yan Bingtao؛ زادهٔ ۱۶ فوریهٔ ۲۰۰۰) اسنوکرباز اهل چین است که در حال حاضر به دلیل ارتکاب یک سری جرایم مربوط به تبانی بازی، در حال گذراندن پنج سال محرومیت از مسابقات حرفه ای است. او در سال ۲۰۱۴ با ۱۴ سال سن با برنده شدن در مسابقات قهرمانی اسنوکر آماتور جهانی ISBF، به شهرت رسید که او را به جوان‌ترین برنده تاریخ مسابقات آماتور تبدیل کرد. او در سال ۲۰۱۶ با پیوستن به جمع حرفه ای‌ها به اولین بازیکن حرفه‌ای مبدل شد که در قرن بیست‌و یکم متولد شده‌است.
در مسابقات آزاد ایرلند شمالی 2017 (2017 Northern Ireland Open) یان با 17 سال و 284 روز سن، جوان‌ترین بازیکنی شد که تا به حال در فینال مسابقات مؤثر در رتبه (رنکینگ) شرکت کرده است که حریف او در آن فینال مارک ویلیامز بود و یان تنها با اختلاف یک فریم شکست خورد.  یان اولین عنوان رتبه‌بندی خود را در مسابقات مسترز ریگا 2019 به دست آورد و پس از دینگ جونهوی و لیانگ ونبو ، سومین بازیکن چینی شد که برنده یک رویداد مؤثر در رتبه شده است. 
در دسامبر ۲۰۲۲، سازمان تحقیقات مربوط به تبانی بازی WPBSA به یان مضنون شده و اندکی بعد او را از تور حرفه‌ای محروم کرد و متعاقباً به گاوبندی مسابقات و شرط‌بندی در اسنوکر متهم شد. او تا ۱۱ دسامبر ۲۰۲۷ از حضور در مسابقات حرفه‌ای محروم شد.